# Schwere Panzerjäger-Abteilung 655

De schwere Panzerjäger-Abteilung 655 (Hornisse) / schwere Panzerjäger-Abteilung 655 (Panther) was tijdens de Tweede Wereldoorlog een Duitse Panzerjäger-eenheid van de Wehrmacht ter grootte van een afdeling, uitgerust met gemechaniseerd geschut. Deze eenheid was een zogenaamde Heerestruppe, d.w.z. niet direct toegewezen aan een divisie, maar ressorterend onder een hoger commando, zoals een legerkorps of leger.
Deze Panzerjäger-eenheid kwam in actie aan het oostfront in 1943 – 1944. Teruggetrokken naar de Heimat, werd de Abteilung omgevormd tot een eenheid met Jagdpanthers. Vanaf december 1944 volgde inzet aan het westfront.

## Krijgsgeschiedenis

### schwere Panzerjäger-Abteilung 655 (Hornisse)
De schwere Panzerjäger-Abteilung 655 (Hornisse) werd opgericht in Wehrkreis III (Berlijn), om als staf te dienen voor de Panzerjäger-Kompanien 521, 611 en 670. Deze compagnieën behielden ook hun nummers. De eenheid werd uitgerust met de Nashorn. De Abteilung werd op transport gezet naar Mogiljov en arriveerde vanaf 6 mei 1943. De training werd hier voortgezet. In de nacht van 21/22 juni 1943 veroorzaakte een Sovjet luchtaanval behoorlijke verliezen, o.a. vijf vernietigde Nashorns. Van 25-27 juni 1943 ging de Abteilung op transport. De Kompanien 611 en 670 gingen naar Minsk, aangezien hun richtapparatuur niet in orde was en moesten daar wachten. De Kompanie 521 ging naar het 2e Pantserleger en werd van 3-27 juli 1943 toegevoegd aan het 35e Legerkorps ten oosten van Orel. In deze tijd claimde deze compagnie 58 vijandelijke tanks tegen een eigen verlies van twee Nashorns. Vervolgens ging de compagnie terug naar Minsk. De andere twee compagnieën werden vanaf 1 september 1943 toegevoegd aan het 27e Legerkorps en vanaf 1 oktober 1943 aan het 39e Pantserkorps. In oktober en november verkreeg de Abteilung elk vijf nieuwe Nashorns. Delen van de Abteilung waren in november en december 1943 ook toegevoegd aan het 56e Pantserkorps. Ook vijf nieuwe Nashorns kwamen aan in december en nog eens 10 stuks in maart 1944. In februari 1944 steunde de Abteilung het 2e Leger in Wit-Rusland.
Op 2 april 1944 werden de drie compagnieën ten slotte omgedoopt in 1e tot 3e Compagnie.
Tegen eind mei 1944 werd de Abteilung samen met het korps verplaatst naar het 4e Pantserleger, naar het gebied rond Kovel en zag daarna actie tijdens het Lvov–Sandomierz Offensief, o.a. bij Lublin. In augustus werd de Abteilung overgeplaatst naar Oefenterrein Milau, om omgevormd te worden tot Jagdpanther Abteilung. Op 13 september 1944 werd de eenheid dan ook omgedoopt in schwere Panzerjäger-Abteilung 655 (Panther). De 3e Compagnie was achtergebleven bij het Sandomierz-bruggenhoofd met de resterende Nashorns en werd omgedoopt in Einsatz Kompanie 655 en in november uiteindelijk omgedoopt in schwere Panzerjäger Kompanie 669.

### schwere Panzerjäger-Abteilung 655 (Panther)
De 2e Compagnie werd uitgerust met Jagdpanthers (in november slechts vijf stuks) en de 1e en 3e Compagnie werden uitgerust met 31 Jagdpanzer IV/70(V). Aangezien de 2e Compagnie incompleet was, gingen de 1e en 3e Compagnie alvast naar het westfront en arriveerden daar op 9 december 1944. De 1e Compagnie werd ingezet onder het I SS Pantserkorps Leibstandarte in het Ardennenoffensief. Intussen kreeg de 2e Compagnie versterking van negen Jagdpanthers in december en 10 stuks in januari 1945. De volledige Abteilung kwam in februari-maart 1945 in actie tegen de Britse Operatie Veritable in het Reichswald, een gedeelte van de tijd onder bevel van de 116e Pantserdivisie. Op 2 maart 1945 dook de Abteilung op onder “Korpsgruppe Bayerlein” bij Koblenz onder het 15e Leger langs de Rijn. Op 5 april werd de Abteilung uit het front gehaald en naar het gebied zuidelijk van Bremen gestuurd. In april kreeg de Abteilung nog 11 Jagdpanthers en zes Jagdpanzer IV.  

## Einde
De schwere Panzerjäger-Abteilung 655 (Panther) capituleerde op 7 mei 1945 noordelijk van Oldenburg aan de 2e Canadese Armoured Brigade.

## Commandanten
Geen verdere informatie bekend.
schwere Panzerjäger-Abteilung 88 · schwere Panzerjäger-Abteilung 93 · schwere Panzerjäger-Abteilung 512 · schwere Panzerjäger-Abteilung 519 · schwere Panzerjäger-Abteilung 525 · schwere Panzerjäger-Abteilung 559 · schwere Panzerjäger-Abteilung 560 · schwere Panzerjäger-Abteilung 583 · schwere Panzerjäger-Abteilung 586 · schwere Panzerjäger-Abteilung 653 · schwere Panzerjäger-Abteilung 654 · schwere Panzerjäger-Abteilung 655 · schwere Panzerjäger-Abteilung 673